# Михайленко Ганна Станіславівна
Михайленко Ганна Станіславівна (1954, с. Новоселиця Полонський район Хмельницька область) — економіст, директор ЗапорізькоЇ філії Національної академії статистики та аудиту.

## Біографія
Народилася 1954 року в селі Новоселиця Полонського району Хмельницької області. У 1972 році закінчила Новоселицьку школу. У 1978 році закінчила Запорізький машинобудівний інститут — технологія машинобудування. Працювала інженером-конструктором у науково-дослідному інституті сільгоспмашинобудування, викладачем бухгалтерського обліку та інших економічних дисциплін, заступником директора Запорізького обласного навчального центру Держкомстату України.
У 2000 році здобула другу вищу освіту: закінчила Запорізький Державний технічний університет за спеціальністю фінанси. У 2003 році вступила до аспірантури Державної академії статистики, обліку та аудиту.
У 2005 році захистила кандидатську дисертацію і отримала науковий ступінь кандидата економічних наук.
З 2006 року працює директором Запорізької філії Національної академії статистики, обліку та аудиту.
| українська персоналія | Це незавершена стаття про особу, що має стосунок до України. Ви можете допомогти проєкту, виправивши або дописавши її. |